# Eriopyga angustimargo
Eriopyga angustimargo là một loài bướm đêm trong họ Noctuidae.